# ベルトーネ・ラマッロ
ベルトーネ・ラマッロ (Bertone Ramarro) は1984年に発表されたコンセプトカーである。

## 概要
ラマッロは1984年のロサンゼルスモーターショーで発表された。コルベット(C4)をベースに製造されたモデルで、車名のラマッロは「緑のトカゲ」を意味する。
エンジンはシボレー提供されたコルベットのV8エンジンを搭載している。エンジンは殆ど純正のままだが、フロントに配置されていたスペアタイヤをリアに移動している。
ラジエーターを冷却するため、ウィンドウのすぐ後ろにエアインテークが配置されている。タイヤは元々のグッドイヤーからミシュランに変更されており、タイヤサイズはフロント280/45 VR-17、リア240/45 VR-17。ドアは前方に向かって開くスライドドアを採用している。
インテリアは、ほとんどがラマッロオリジナルのパーツが取り付けられており、エクステリアと合わせた緑色の革を使用している。

## 参照
1. ↑   https://www.yahoo.com/?err=404&err_url=https%3a%2f%2fnews.yahoo.com%2f1984-bertone-ramarro-corvette-concept-135816306.html
2. ↑   https://www.roadandtrack.com/car-culture/a30136/bertone-corvette-ramarro/
3. ↑   https://www.motor1.com/news/297316/bertone-ramarro-concept-we-forgot/
4. ↑   https://www.hagerty.com/articles-videos/articles/2018/09/21/bertone-ramarro-italys-unmistakable-unforgettable-custom-corvette